# Delphine Lanza
Pour les articles homonymes, voir Lanza.
Delphine Lanza, née le 13 novembre 1972 à Annecy (France),, est une actrice franco-suisse.
Elle est connue pour avoir joué au cinéma la jeune Juliette dans L'Ombre (1990) de Claude Goretta et Lorette dans Attention aux chiens (1999) de Francois-Christophe Marzall, rôle qui lui vaut le prix du cinéma suisse de la meilleure interprète féminine en 2000.

## Filmographie partielle

### Cinéma
- 1992 : L'Ombre : Juliette
- 1992 : Toutes peines confondues : l'infirmière
- 1999 : Attention aux chiens : Lorette
- 2004 : Un homme sans histoire :
- 2004 : Absolut : Lucie
- 2005 : Titina : Rose (court-métrage)
- 2007 : Une journée : la directrice du musée
- 2012 : L'histoire de nos petites morts : Marguerite

### Télévision
- 2008 : Sauvons les apparences ! (téléfilm) de Nicole Borgeat
- 2014 : Petits secrets entre voisins de Marc Emmett : Laura (épisode Une grossesse inespérée)